# Panta (azienda)
La Panta è stata un'azienda italiana di produzione di giradischi Hi-Fi, attiva fra la fine degli anni '70 e la metà degli anni '80.

## Storia
Aveva sede a Tradate, in Via Carlo Poma 1, in quello che era stato uno stabilimento produttivo della LESA a partire dal 1950.
La Panta, nata per volontà della GEPI (società di partecipazioni statali in difficoltà) e della SEIMART (finanziaria piemontese con soci Cassa di Risparmio di Torino, Istituto Bancario San Paolo, Banca Popolare di Novara, Fiat e la Findi di Pianelli e Traversa) ereditava appunto dalla LESA la attività di produzione di giradischi.
La Panta, nei suoi anni di attività, produsse una serie di giradischi a trazione diretta di elevata qualità, progettati dall'ingegnere Edgardo Magnaghi, che già aveva esperienza in LESA e che ha successivamente collaborato anche con la Telefunken progettando un giradischi per uso professionale.
Staccatasi dalla LESA, la distribuzione dei giradischi Panta fu poi affidata alla Alcor, già distributore di Revac ed Indiana Line.
Nel 1984 il CIPI approvò un piano che prevedeva l'intervento della finanziaria REL (succeduta all'accoppiata GEPI-Seimart nella ristrutturazione e rilancio sul mercato dell'elettronica italiana) e di un partner privato, poi ritiratosi. Nel 1984 l'azienda cessò ogni attività produttiva,   venendo posta in liquidazione il 27 novembre 1985, con un procedimento che si protrasse formalmente fino al 1988.